# 長浜びわこ大仏

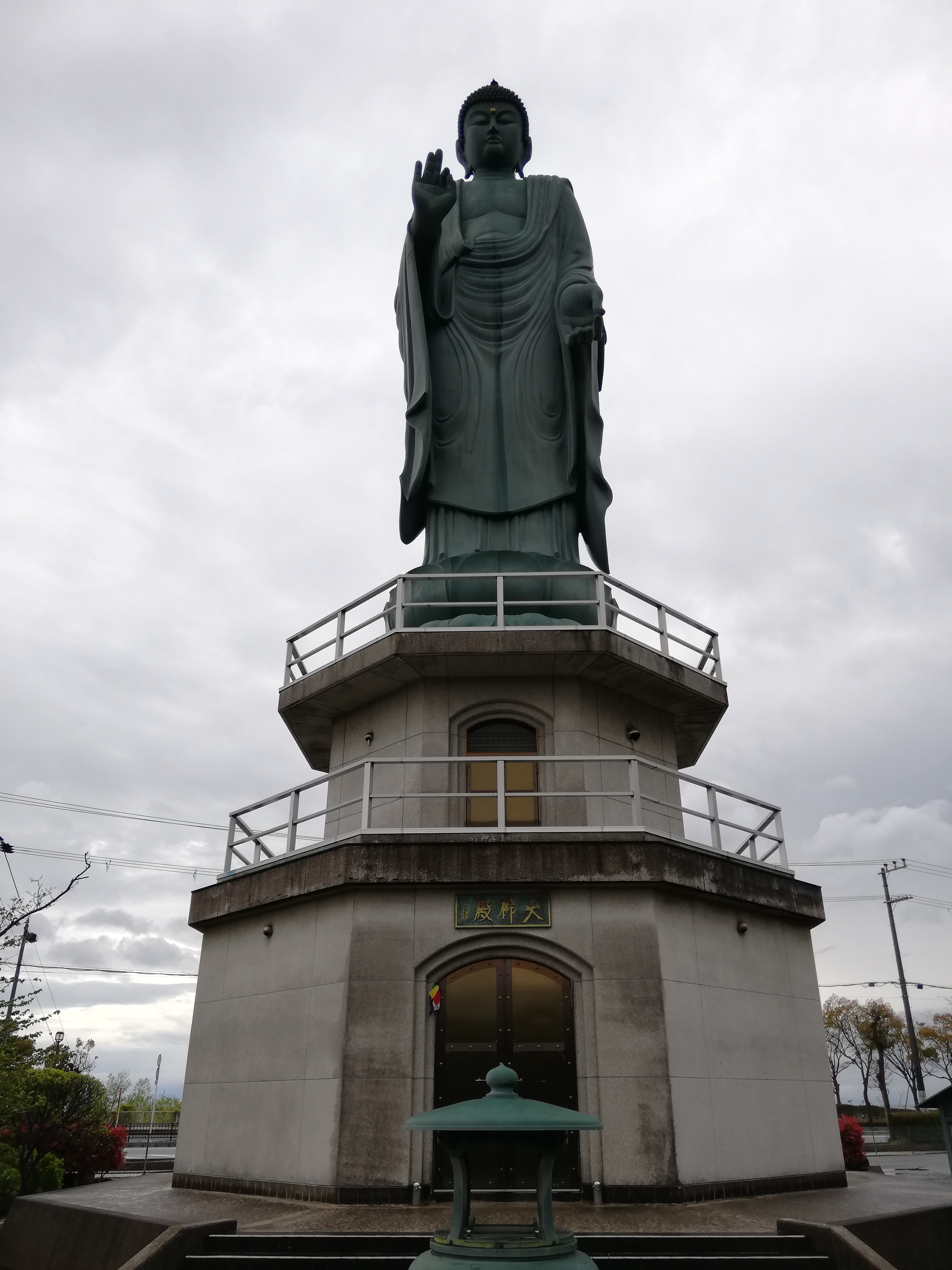
長浜びわこ大仏（2代目）

長浜びわこ大仏（ながはまびわこだいぶつ）は、滋賀県長浜市の良疇寺にある大仏である。現存するものは2代目である。琵琶湖大仏、びわこ大仏とも呼ばれる。

## 特徴
- 阿弥陀如来立像の大仏。
- 像高28m、青銅製。
- 初代の名は護国阿弥陀如来。2代目より長浜びわこ大仏と名づけられている。

## 所在地
- 滋賀県長浜市下浜坂町86

## 護国阿弥陀如来
コンクリート製の阿弥陀如来立像。高さ27m。
- 1933年（昭和8年）1月：平安山良疇寺の三十世義天和尚が発願。
- 1937年（昭和12年）4月：建立。開眼供養。｢護国阿弥陀如来｣と名づけられる。
- 1981年（昭和56年）：老朽化の為、再建が決定する。
- 1992年（平成4年）3月：解体。

解体された後、その残骸は境内に埋められ、供養塔が建っている。

## 長浜びわこ大仏
- 1981年（昭和56年）：建立が決定する。
- 1994年（平成6年）：建立。開眼供養。

## 交通アクセス
- 北陸本線長浜駅下車。琵琶湖沿いに南下徒歩25分。
- 北陸本線田村駅下車。琵琶湖沿いに北上徒歩30分。